# 富山口站
富山口站（日语：／ Toyamaguchi eki */?）是位於富山縣富山市城北町，西日本旅客鐵道（JR西日本）的富山港線車站（廢站）。

## 歷史
在1924年（大正13年）7月23日，連接此站至富山縣上新川郡奧田村稻荷之間的富岩鐵道開業，此始發站也同時啟用。當時，富岩鐵道沒有在此站至富山站之間進行建設工程，據說是由於富山站內由於有計劃建設飛越線（現時：高山本線），加上需要處理神通川廢川之土地問題。在車站啟用當初，此站只有小型車站大樓，另外只豎立了寫上「前往岩瀨之列車」之霓虹燈。
後來，隨著飛越線建設工程有所進展。在1927年（昭和2年）1月，此站至富山站之間取得鐵路鋪設許可。同年12月15日，該區間開始貨物運送業務。當時該區間只有貨運業務，在富山站內還未建設前往富岩鐵道客運月台之行人隧道。在該行人隧道開通的1928年（昭和3年）7月11日起，該區間開設客運業務。使富岩鐵道線在1928年（昭和3年）度的乘客人次，由前一年度的86萬人增加至103萬人。貨運量由1928年（昭和3年）度的8,081公噸，增加至1929年（昭和4年）度的は13,091公噸。隨後毎年運送需求一直增加。
此站雖然不方便乘客轉乘國有鐵道。在1928年（昭和3年）10月21日，富山市營軌道的東田地方停留場啟用。在1931年（昭和6年）8月15日，富山電氣鐵道線的富山田地方站啟用。這兩座車站方便乘客從此站轉乘至其他鐵路線。此站周邊形成了「新宿商店街」，商店街內十分熱鬧，電影院和酒吧林立。

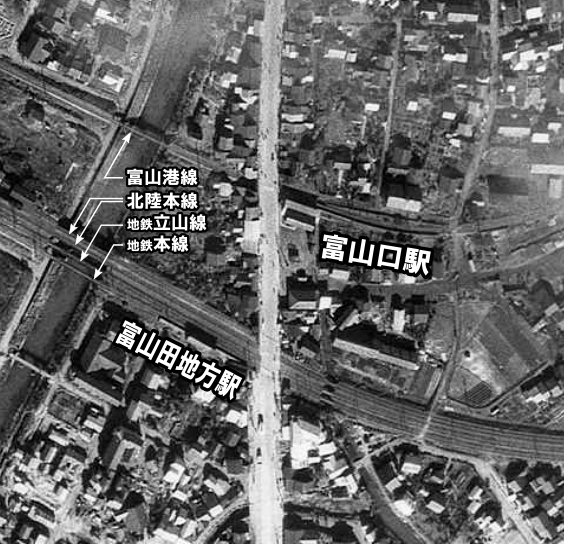
富山田地方站和富山口站的地理位置關係（1952年）。 軌道線東田地方停留場在1944年起暫停營業（後來沒有重開而廢除）。 圖片取自國土交通省「國土圖像情報（彩色航空照片）」
發布：國土地理院地圖、航空相片參閱服務 （页面存档备份，存于）（日語）

但是，由於車站周邊的工業區開始衰退和富山田地方站廢除等原因，使此站也開始衰退。在1972年（昭和47年）10月1日變成無人車站。後來在1987年（昭和62年）5月26日，由於在東田地方平交道進行交通立體化工程，使富山港線的走線需要改變，車站也需要遷移。自車站開業以來使用的車站大樓被拆毀。
在2003年（平成15年）11月27日，富山市發表把富山港線電車化計劃。把原來岩瀨濱站至奧田中學前平交道之間的路軌使用作電車路軌，同時從該平交道至富山站北之間鋪設路軌。使富山口站附近的路段被廢除。起初，由於建設北陸新幹線，使富山站需要進行高架化工程，此站至富山站之間的路軌會變成北陸本線的臨時路軌。最後，富山口站在2006年（平成18年）2月28日最後一天營業後，於翌日3月1日被廢除。

### 年表
- 1924年（大正13年）7月23日 - 富岩鐵道（日语：富岩鉄道）此站至岩瀨港站（現時：岩瀨濱站）之間開通，此站啟用。當時為客運車站[1][12]。
- 1927年（昭和2年）12月15日 - 富岩鐵道線此站至富山站之間開通。該區間開始設有貨運業務[18]。
- 1928年（昭和3年）7月11日 - 此站至富山站之間開始設有客運業務[19]。
- 1941年（昭和16年）12月1日 - 富岩鐵道轉讓路線給富山電氣鐵道，成為該公司的富岩線[17]。
- 1943年（昭和18年）
  - 1月1日 - 富山電氣鐵道改名為富山地方鐵道，路線名稱不變[17]。
  - 6月1日 - 富山地方鐵道富岩線被國有化，成為鐵道省（國鐵）富山港線車站[20]。該站變成一般車站，不可處理貨物[20]。
- 1959年（昭和34年）12月1日 - 變成純客運車站[21]。
- 1972年（昭和47年）10月1日 - 變成無人車站[11][22]。
- 1987年（昭和62年）
  - 4月1日 - 伴隨國鐵分割民營化，車站由西日本旅客鐵道（JR西日本）營運[12]。
  - 5月26日 - 由於進行東田地方平交道交通立體化工程，富山港線的走線變更，此站需要被遷移，地址從富山市城北町19番地變為富山市城北町8番地[12][13]。
- 2006年（平成18年）3月1日 - 西日本旅客鐵道富山港線廢線，此站也被廢除（最後一天營業日為2月28日）[17]。

富岩鐵道線開業的新聞報導。報導中可看見車站大樓相片。
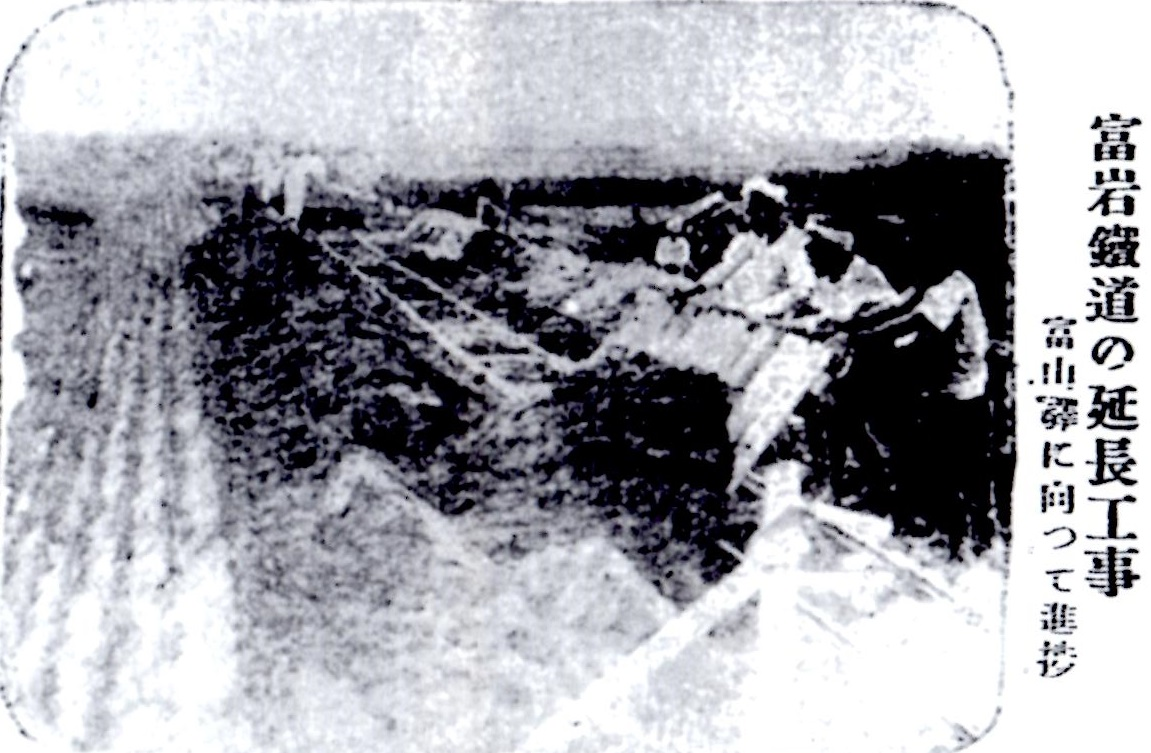
此站至富山站之間的路線延長工程
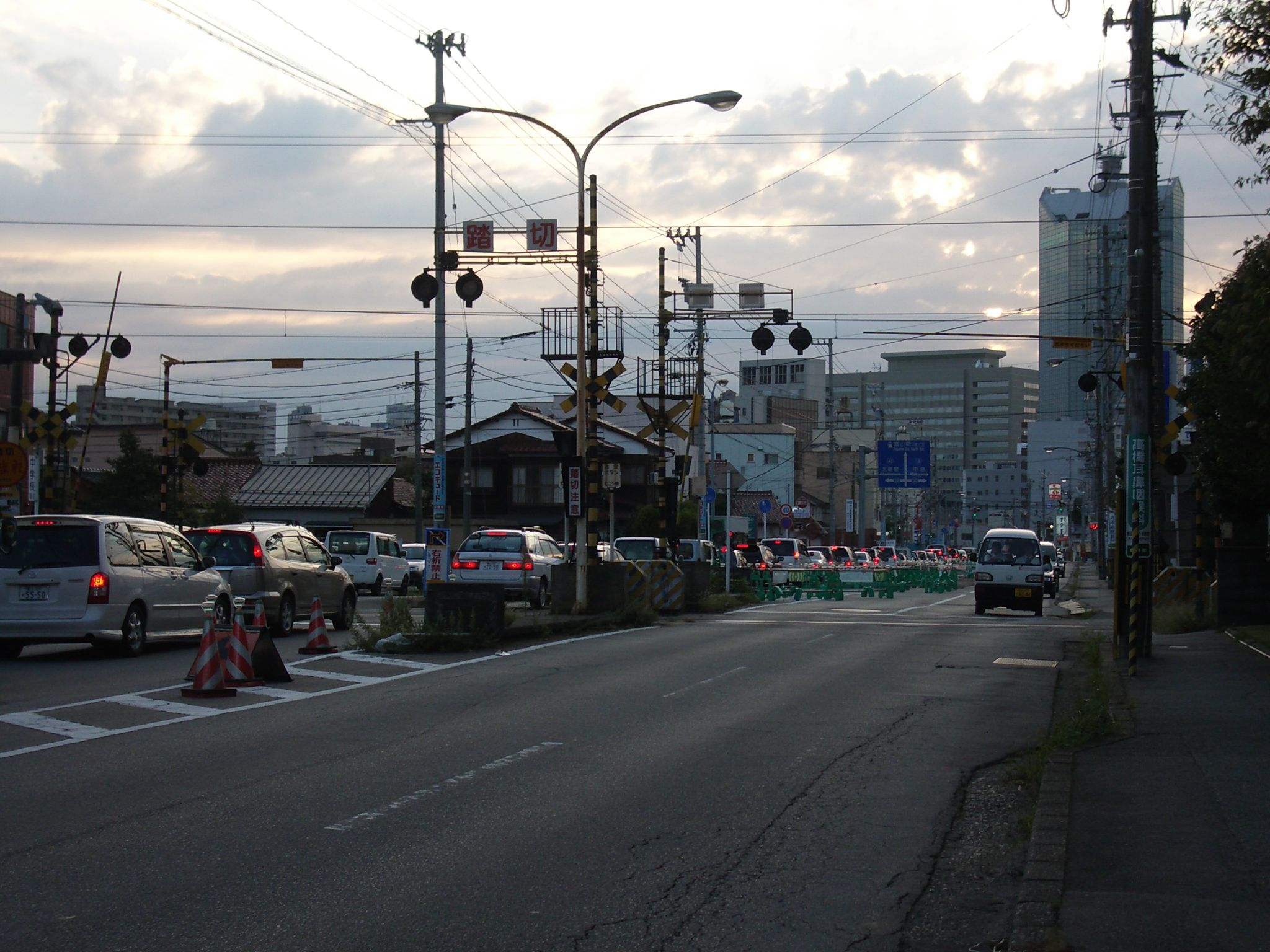
奧田中學前平交道
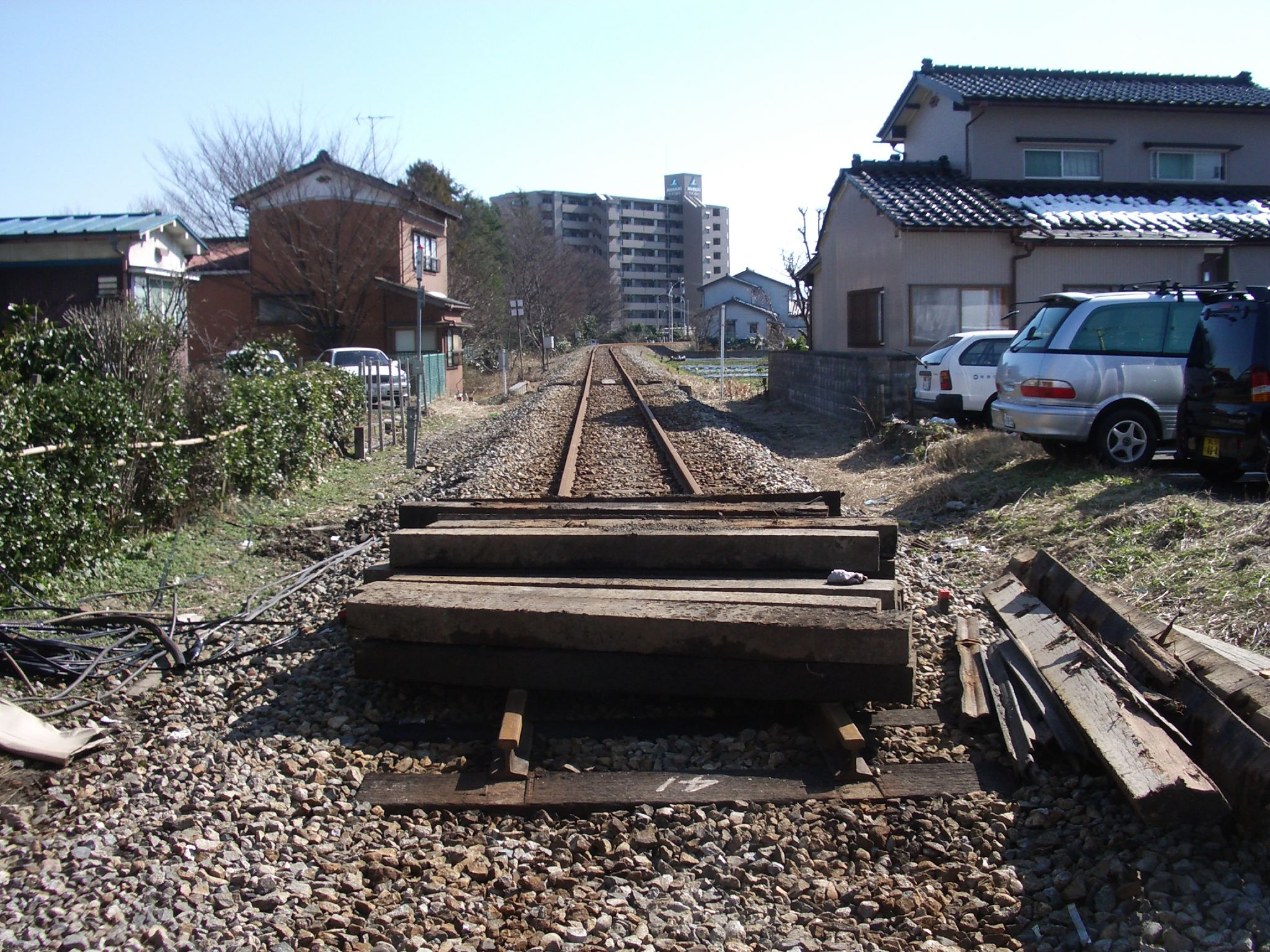
富山港線廢除區間
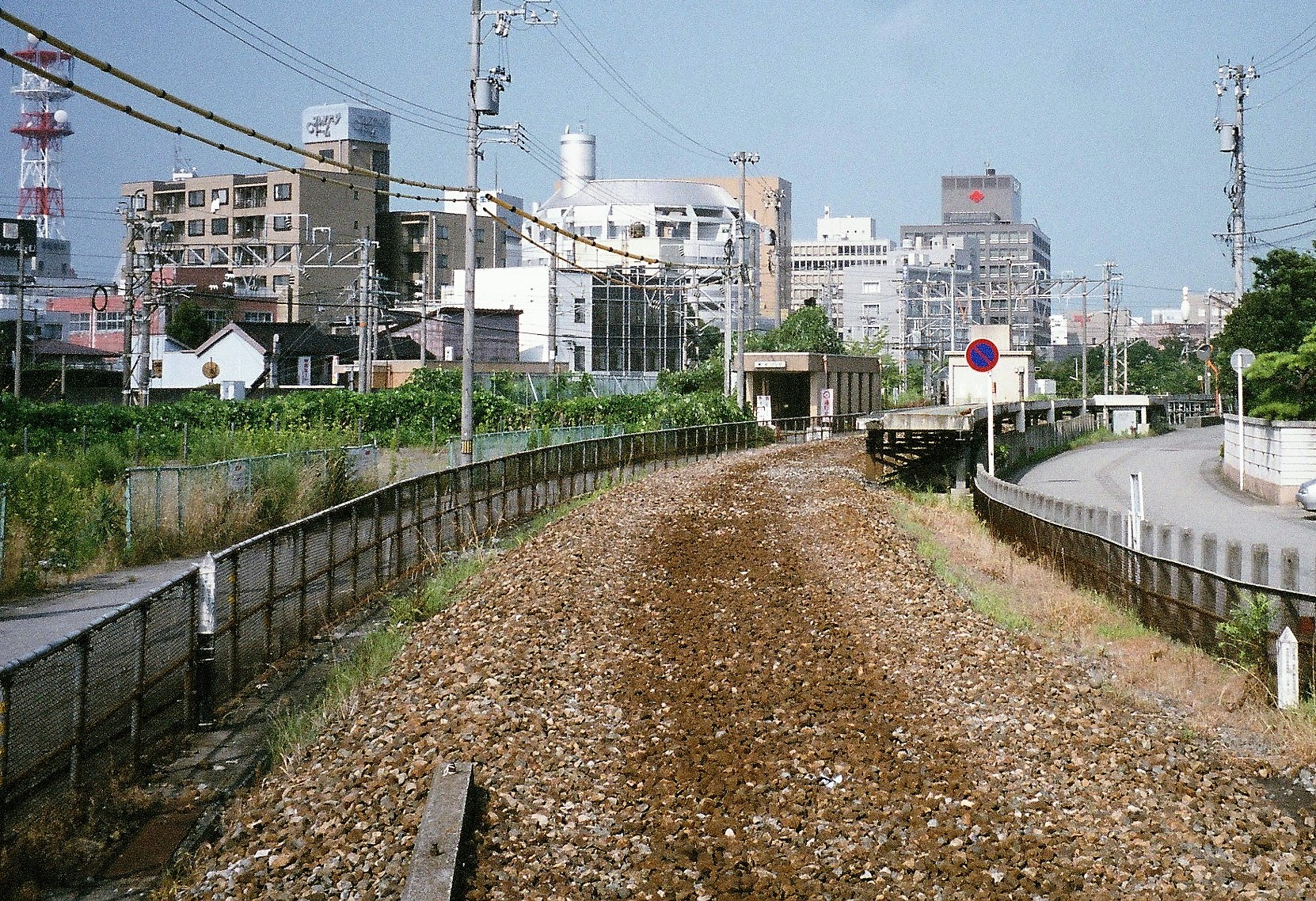
廢除後的車站月台
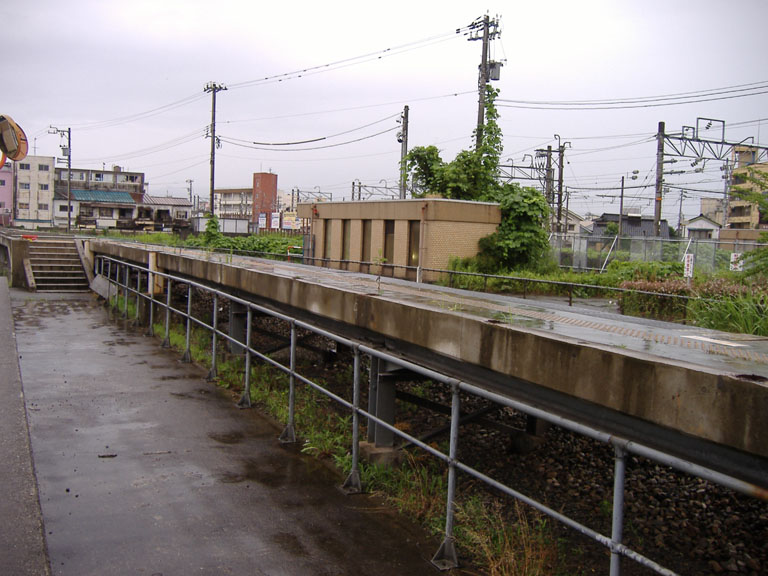
廢除後的富山口站（2006年（平成18年）7月16日）

## 車站構造
截至車站廢除前，車站是一座地面車站，設有1面1線的單式月台。在1972年（昭和47年）10月1日起變成無人車站。
在車站開業以來的木製車站大樓在1987年（昭和62年）5月26日車站遷移同時被拆毀。

## 使用狀況
根據「富山縣統計年鑑」。此站1日平均乘車人次列表如下：
| 年度   | 1日平均 乘車人次 |
| ------ | ---------------- |
| 1995年 | 189              |
| 1996年 | 203              |
| 1997年 | 196              |
| 1998年 | 180              |
| 1999年 | 176              |
| 2000年 | 177              |
| 2001年 | 168              |
| 2002年 | 165              |
| 2003年 | 155              |
| 2004年 | 143              |
| 2005年 | 142              |

## 車站周邊
- 奧田郵局
- 長龍寺
- 富山市立奧田中學
- 富山縣物流中心
- 極真會館富山縣分部
- 富山豐田總部(總店)

## 相鄰車站
西日本旅客鐵道
富山港線
富山－富山口－下奧井

## 注腳
1. 1 2  《官報》（71頁），1924年（大正13年）8月5日，內閣印刷局
2. ↑  「ありがとう富山港線、こんにちはポートラム」編集委員會編，《ありがとう富山港線、こんにちはポートラム》（27頁），2006年（平成18年）5月，TC出版
3. ↑  「ありがとう富山港線、こんにちはポートラム」編集委員會編，《ありがとう富山港線、こんにちはポートラム》（61頁），2006年（平成18年）5月，TC出版
4. ↑  草卓人編，《鉄道の記憶》（483頁），2006年（平成18年）2月，桂書房
5. 1 2 3  「ありがとう富山港線、こんにちはポートラム」編集委員會編，《ありがとう富山港線、こんにちはポートラム》（34至35頁），2006年（平成18年）5月，TC出版
6. ↑  今尾惠介監修，《日本鉄道旅行地図帳 全線・全駅・全廃線 6号》（36頁），2008年（平成20年）10月，新潮社
7. ↑  今尾惠介監修，《日本鉄道旅行地図帳 全線・全駅・全廃線 6号》（37頁），2008年（平成20年）10月，新潮社
8. ↑  「ありがとう富山港線、こんにちはポートラム」編集委員會編，《ありがとう富山港線、こんにちはポートラム》（32頁），2006年（平成18年）5月，TC出版
9. ↑  「ありがとう富山港線、こんにちはポートラム」編集委員會編，《ありがとう富山港線、こんにちはポートラム》（34頁），2006年（平成18年）5月，TC出版
10. 1 2  奧田鄉土史編集委員會編，《奧田鄉土史》（486頁），1996年（平成8年）4月，奧田鄉土史刊行委員會
11. 1 2 3  「西入善など6駅を無人化 金鉄局 東岩瀬は専用線扱い」，《北日本新聞》（17面），1972年（昭和47年）5月20日，北日本新聞社
12. 1 2 3 4  石野哲，《停車場変遷大事典　国鉄・JR編II》（161頁），1998年（平成10年）10月，JTB
13. 1 2 3  「新レールで出発進行 JR富山港線 立体交差化に伴い移設 東田地方」，《北日本新聞》夕刊（3面），1987年（昭和62年）5月26日，北日本新聞社
14. 1 2 3  志村隆編，《JR全線・全駅舎 西日本編（JR東海・JR西日本・JR四国・JR九州》（103頁），2004年（平成16年）4月，學習研究社
15. ↑  富山市史編纂委員會編，《富山市史 編年史〈上巻〉》（477頁），2015年（平成27年）3月，富山市
16. 1 2  「ありがとう富山港線、こんにちはポートラム」編集委員會編，《ありがとう富山港線、こんにちはポートラム》（56頁），2006年（平成18年）5月，TC出版
17. 1 2 3 4  今尾惠介監修，《日本鉄道旅行地図帳 全線・全駅・全廃線 6号》（35頁），2008年（平成20年）10月，新潮社
18. ↑  《官報》（670頁），1927年（昭和2年）12月24日，內閣印刷局
19. ↑  《官報》（406頁），1928年（昭和3年）7月17日，內閣印刷局
20. 1 2  昭和18年鐵道省告示第119号（《官報》，1943年（昭和18年）5月25日，大藏省印刷局）
21. ↑  昭和34年日本國有鐵道公示第439号（《官報》，1959年（昭和34年）11月27日，大藏省印刷局）
22. ↑  . 鐵道公報（日语：鉄道公報） (日本國有鐵道總裁室文書課). 1972-10-02: 5 （日语）.
23. 1 2  相賀徹夫，《国鉄全線各駅停車7 北陸・山陰510駅》（172頁），1984年（昭和59年）1月，小學館
24. ↑  統計年鑑 （页面存档备份，存于）（日語） - 富山縣

## 外部連結
- 富山口站（日語） - JR出行網（網站存檔）